# Tabernaemontana siphilitica
Tabernaemontana siphilitica là một loài thực vật có hoa trong họ La bố ma. Loài này được (L.f.) Leeuwenb. miêu tả khoa học đầu tiên năm 1994.